# Levy Rozman
Levy Rozman (* 5. Dezember 1995 in Brooklyn, New York) ist ein US-amerikanischer Schachspieler. Mit seinem Twitch- und YouTube-Kanal GothamChess ist er einer der einflussreichsten Streamer und YouTuber zum Thema Schach. Seine bislang höchste Elo-Zahl erreichte er 2018 mit 2421. Er trägt den Titel eines Internationalen Meisters.
Rozman begann im Jahr 2018 mit dem Streamen von Schach-Content, als er von seiner Tätigkeit als Schachlehrer abends gelangweilt zu Hause saß. Mittlerweile zählen seine Kanäle auf Twitch und YouTube über fünf Millionen Abonnenten beziehungsweise Follower und gehören damit zu den populärsten Schach-Onlinekanälen.
Darüber hinaus ist Rozman ein Streamer für die Internet-Plattform Chess.com und arbeitet regelmäßig mit anderen Persönlichkeiten von Chess.com zusammen wie z. B. Alexandra Botez, Andrea Botez, Hikaru Nakamura oder auch Daniel Rensch. Ebenfalls wurde Rozman bereits „Coach of the Month“ (deutsch: Trainer des Monats) auf Chess.com.
Neben seiner Hauptbeschäftigung als Schach-Influencer ist Rozman nach wie vor als selbständiger Schachlehrer tätig und bietet Videokurse hauptsächlich zu den Themen Eröffnung, aber auch Mittel- bzw. Endspiel an. Die kostenpflichtigen Kurse, welche ausschließlich in Englisch verfügbar sind, richten sich an Spieler unterschiedlichsten Levels. Sie setzen sich nicht nur aus Videos, sondern auch aus Studien, Quiz, einem Fortschrittstracker sowie einem integrierten Analysebrett zusammen. Im Oktober 2023 erschien Rozmans erstes Buch mit dem Titel How to Win at Chess. Es richtet sich an vollkommene Neulinge bis hin zu fortgeschrittenen Spielern mit einer Wertungszahl bis zu 1300 Elo.
Zudem macht sich Rozman seit 2021 als Mäzen für den Schachnachwuchs stark mit einer Spende in Höhe von 100.000 $ an ChessKid als Unterstützung für Grund-, Mittel- und High-School-Schachprogramme.

## Leben
Levy Rozman wurde am 5. Dezember 1995 in Brooklyn, New York City im Bundesstaat New York in den Vereinigten Staaten von Amerika geboren. Dort wuchs er auf, bis er mit seinen Eltern nach New Jersey umzog.
Bereits im Alter von sechs Jahren fing Rozman an, Schach zu spielen, wozu ihn damals noch seine Mutter gedrängt hatte. Während er an anderen Formen von Kunst schnell das Interesse verlor, blieb Schach als Ausgleich für ihn in seiner gesamten Schulzeit.

„I was a very hyper-active kid, and my parents didn’t know what to do with me. They decided to enroll me in chess, and I just fell in love with it.“

„Ich war ein sehr hyperaktives Kind und meine Eltern wussten nicht, was sie mit mir anfangen sollten. Sie beschlossen, mich für Schach anzumelden, und ich verliebte mich sofort in das Spiel.“

Mit sieben Jahren bestritt Rozman schließlich sein erstes Schachturnier.
Im Anschluss an seine Schulzeit studierte er Quantitative Modellierung und Statistik am Baruch College in New York City, welches er im Jahr 2017 erfolgreich mit dem Grad eines Bachelors abschloss. Bevor er professioneller Schachspieler wurde, arbeitete Rozman zunächst bei der UBS-Vermögensverwaltung.
Im Jahr 2021 führte eine Kontroverse um einen vermuteten Betrug in einem Online-Match zwischen Rozman und dem indonesischen Spieler Dadang dazu, dass Fans beider Spieler einander auf sozialen Medien belästigten.
Ebenfalls im Jahr 2021 heiratete Rozman seine langjährige Lebensgefährtin Lucy. Das Ehepaar lebt derzeit in New York City.

## Schachkarriere
Im Jahr 2011 erhielt Rozman von der United States Chess Federation den Titel des Nationalen Meisters, darauf folgten die Titel FIDE-Meister im Jahr 2016 und schließlich Internationaler Meister im Jahr 2018. Rozman begann im Jahr 2014 seine Tätigkeit als Schachtrainer.
Bis Januar 2020 hatte Rozman bereits an mehr als 340 Schachturnieren teilgenommen und zahlreiche starke Gegner geschlagen, darunter die Großmeister Pjotr Swidler und Hans Moke Niemann jeweils bei einer der Titled Tuesday-Turnierveranstaltungen von Chess.com.
Seine Elo-Zahl im Standardschach beträgt derzeit 2370, im Blitzschach 2376 (Stand August 2024). Er ist bekannt und gefürchtet für seinen aktiven und aggressiven Stil.
Am 12. Juli 2022 gab er seinen Rücktritt vom professionellen Schachspielen wegen mentaler Probleme bekannt, nahm diese jedoch im Juni 2024 wieder auf mit dem Ziel, den Titel eines Großmeisters zu erreichen.

### Elo-Diagramm
| Die zur Anzeige dieser Grafik verwendete Erweiterung wurde dauerhaft deaktiviert. Wir arbeiten aktuell daran, diese und weitere betroffene Grafiken auf ein neues Format umzustellen. (Mehr dazu) |

### Beispielpartie
|   | a | b | c | d | e | f | g | h |   |
| 8 |   |   |   |   |   |   |   |   | 8 |
| 7 |   |   |   |   |   |   |   |   | 7 |
| 6 |   |   |   |   |   |   |   |   | 6 |
| 5 |   |   |   |   |   |   |   |   | 5 |
| 4 |   |   |   |   |   |   |   |   | 4 |
| 3 |   |   |   |   |   |   |   |   | 3 |
| 2 |   |   |   |   |   |   |   |   | 2 |
| 1 |   |   |   |   |   |   |   |   | 1 |
|   | a | b | c | d | e | f | g | h |   |

Endstellung nach 32. … Lc6. Mit der Drohung … La4# und den schwarzen Schwerfiguren im Angriff ist ein Matt für Weiß nicht mehr zu verhindern.
In dieser Partie, die Rozman gegen den Großmeister Emilio Córdova auf den World Open 2018 mit den schwarzen Figuren spielte, präsentierte er seinen Stil mit sehr hoher Präzision und stellte seine Fähigkeit für viele kreative Attacken in einer Partie unter Beweis. Bereits der ungewöhnliche Zug 3. … g5!? als angebotenes Opfer für eine starke Kontrolle des Zentrums veranlasste Cordova mehr Bedenkzeit für seinen Zug in Anspruch zu nehmen, sodass er sich erst nach 48 Minuten für 4. Da4+ entscheiden konnte, was ihn später unter Zeitdruck setzte.
Emilio Cordova (2624) – Levy Rozman (2417) 0:1
Philadelphia, Juli 2018
Réti-Eröffnung, A09
1. Sf3 d5 2. c4 d4 3. b4 g5 4. Da4+ c6 5. Db3 Lg7 6. Sxg5 e5 7. Dg3 De7 8. Se4 Kf8 9. b5 Sd7 10. bxc6 bxc6 11. La3 c5 12. Df3 Lb7 13. e3 Sgf6 14. Ld3 Tc8 15. 0–0 h5 16. Df5 Th6 17. f3 Tc6 18. Dh3 h4 19. Sxf6 Sxf6 20. Lf5 Kg8 21. exd4 exd4 22. Kf2 Th5 23. Te1 Dd6 24. d3 Lh6 25. Te4 Sxe4+ 26. fxe4 De5 27. Ke2 Txf5 28. Dxf5 Dxh2 29. Dh3 Df4 30. Df3 Dg5 31. Kd1 Tb6 32. Kc2 Lc6 0:1

## Onlinepräsenz
Rozman arbeitet eng mit Chess.com zusammen und ist bereits seit 2017 Teil ihrer Streaming-Partnerschaft. 2018 begann Rozman seine Schachpartien auf der Livestreamplattform Twitch zu streamen. Was als abendliches Hobby aus Langeweile begann, entwickelte sich sehr schnell zu seiner großen Leidenschaft, der Kombination aus Schach Spielen und dem Socializing im Internet. Er weitete seine Streaming-Aktivitäten bereits im August desselben Jahres auf die Videoplattform YouTube aus.
Wie viele andere Online-Schachpersönlichkeiten verzeichnete Rozman aufgrund der Restriktionen durch die COVID-19-Pandemie einen Wachstumsschub seiner Kanäle und einen weiteren durch die Veröffentlichung der erfolgreichen Netflix-Miniserie Das Damengambit, die weltweit für einen Popularitätssprung für das Schachspiel sorgte.
Am 18. September 2021 berichtete Chess.com, dass Rozman mit damals 1.170.000 Abonnenten auf YouTube den größten Schach-Onlinekanal betreibt.
Mittlerweile hat GothamChess knapp eine Million Follower auf Twitch. Noch gravierender bleibt allerdings die YouTube Statistik: Mit circa 5,04 Millionen Abonnenten ist er nach wie vor der weltweit erfolgreichste beziehungsweise am meisten abonnierte Schach-Streamer auf YouTube, was ihn zu einer der erfolgreichsten Schachpersönlichkeiten beider Plattformen macht.
Rozman bietet zahlreiche Videos mit mehr als einer Million Aufrufen an. Dazu gehören eine anleitende Eröffnungsübersicht, in der er erklärt, wie man das Damengambit spielt, und auch ein Video, in dem er auf Chess.com mehrfach gegen den Beth-Harmon-Bot spielt, der nach der fiktiven Schachweltmeisterin aus der Serie Das Damengambit implementiert wurde.
In seinen Streams spielt Rozman auch heute noch sehr viel auf dem Online-Schachserver Chess.com, für den er auch als Kommentator tätig ist und Turniere wie PogChamps oder auch das Kandidatenturnier 2020 analysiert.
In seinen Videos erklärt Rozman Schacheröffnungen, lädt Ausschnitte seiner Livestreams hoch oder gibt Tipps zum Spiel.